# Eketjärnen (Bälinge socken, Västergötland)
Eketjärnen är en sjö i Alingsås kommun i Västergötland och ingår i Göta älvs huvudavrinningsområde.